# 金曜日の別荘で
『金曜日の別荘で』（きんようびのべっそうで、原題：La Villa del venerdì、英題：Husbands and Lovers）は、1991年9月19日に公開されたイタリアのエロティック映画作品。ジュリアン・サンズとジョアンナ・パクラが主演、マウロ・ボロニーニが監督を務めた。
日本では1992年8月1日にデラ・コーポレーションより劇場公開された。

## キャスト
- ステファノ - ジュリアン・サンズ
- アリーナ - ジョアンナ・パクラ
- パオロ - チェッキー・カリョ
- ルイーザ - ララ・ウェンデル

## スタッフ
- 監督：マウロ・ボロニーニ
- 製作：ガリアーノ・ユーソ
- 原作：アルベルト・モラヴィア
- 脚本：セルジオ・バッツィーニ
- 撮影：ジュゼッペ・ランチ
- 音楽：エンニオ・モリコーネ
- 衣装デザイン：ジョルジョ・アルマーニ
- 美術：クラウディオ・チニーニ
- 編集：セルジオ・モンタナリ
- 日本語字幕：細川直子